# Ordin de plată
Ordinul de plată este o dispoziție necondiționată, dată de către un titular de cont, băncii sale, de a pune la dispoziția unui beneficiar o anumită sumă de bani. 
Emiterea ordinului de plată (plătitorul) presupune existența unor disponibilități în cont cel puțin egale cu valoarea sumelor transferate.

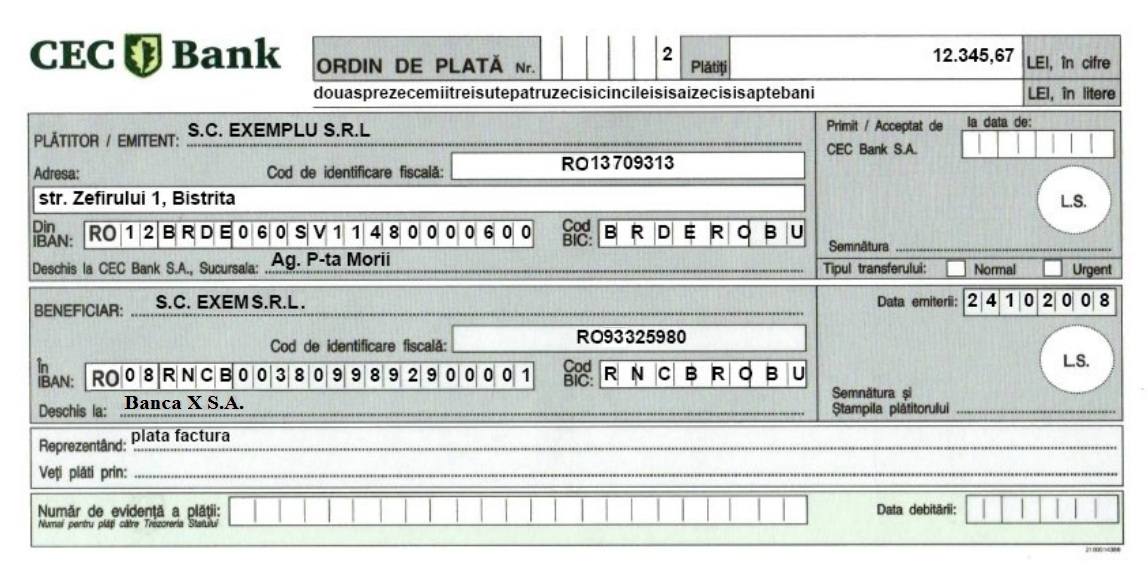
Exemplu de ordin de plată completat cu date fictive

## Caracteristicile ordinului de plată
Ordinele de plată se emit pe suport hârtie sau electronic având structuri diferite, respectiv cele pe suport hartie au un format standard tiparit (formular), în timp ce modelele electronice se prezintă sub forma unor mesaje codificate.  Ordinul de plată este revocabil (plata poate fi oprită) de către emitent până în momentul acceptării lui de către banca destinatară. Această caracteristică reprezintă o facilitate pentru emitent dar ridică suspiciuni pentru beneficiar cu privire la capacitatea de plată a emitentului.

## Participanții la circuitul ordinului de plată
Participanții la circuitul ordinului de plată sunt:
- Emitentul - agentul economic nonbancar care emite ordinul de plată pe cont propriu, în baza unui cont deschis la o bancă
- Beneficiarul - instituția/persoana desemnată prin ordinul de plată de către plătitor (emitent), să primească o sumă de bani
- Banca inițiatoare - banca căreia i se adresează ordinul de plată al emitentului și la care emitentul are deschis contul bancar.
- Banca destinatară - banca care recepționează și acceptă ordinul de plată, în nume propriu sau pentru un client al său, în calitate de beneficiar.

Banca inițiatoare poate fi aceași cu banca destinatară când emitentul și beneficiarul au conturi deschise la aceeași bancă.

## Circuitul ordinului de plată
- emiterea de către plătitor a ordinului de plată
- recepția - operațiunea prin care o bancă recunoaște primirea ordinului de plată și validitatea acestuia
- autentificarea - procedura de recunoaștere a persoanei pe care emitentul ordinului de plată o autoriza să semneze autentic, prin confruntarea semnaturii înscrise pe document cu cele din fișa specimenului de semnătură, precum și prin diverse procedee convenite cu banca pentru prevenirea plăților neautorizate
- acceptarea (autorizarea) - procedura prin care o bancă recunoaște ca valabil un ordin de plată recepționat, obligandu-se să execute serviciul de a transfera fondurile la termenele și în condițiile dispuse de emitent
- refuzul - procedura utilizată în cazul în care banca receptoare consideră că nu este posibil să execute ordinul de plată dat de către emitent (în situația în care nu se acceptă ordinul de plată are loc refuzul)
- executarea – procedura de emitere de către banca receptoare a unui alt ordin de plată pentru a pune în aplicare un ordin de plată acceptat anterior. Executarea presupune debitarea contului emitentului și dupa caz creditarea contului beneficiarului dacă ambii parteneri au conturi la aceiași unitate bancară. Fie transmiterea ordinului de plată într-un sistem de plăți sau transmiterea ordinului de plată către banca corespondentă.

Ordinul de plată circulă de la banca emitentă la banca colectoare în mod direct (via compensare) sau prin intermediul altor bănci corespondente.